# Campanularia subantarctica
Campanularia subantarctica är en nässeldjursart som beskrevs av Wilfrid Arthur Millard 1971. Campanularia subantarctica ingår i släktet Campanularia och familjen Campanulariidae.
Artens utbredningsområde är Södra Ishavet. Inga underarter finns listade i Catalogue of Life.